# Ossario (romanzo)
Quell’estate la crack house fu venduta. Ma durante l’inverno i nuovi proprietari si accorsero che il camino non tirava bene. Il 7 febbraio, un lunedì, il padrone di casa decise di ripulire la canna fumaria e vi infilò il manico di un rastrello. Una gamba essiccata cadde sulla cenere del focolare.»
(Incipit di Ossario)
Ossario è l'ottavo libro delle avventure dell'antropologa forense Temperance Brennan, ideata dalla scrittrice statunitense Kathy Reichs, composto nel 2005.

## Trama
In uno sgabuzzino viene ritrovato il cadavere di un uomo intrappolato per giorni e colpito gravemente alla testa. I traumi e le lesioni che riportano le ossa sono inspiegabili e mentre Tempe sta svolgendo le sue analisi scientifiche e l'autopsia in presenza dei parenti della vittima, riceve da uno sconosciuto, che dice di chiamarsi Kessler, la foto di uno scheletro antico. Secondo questo enigmatico personaggio, solo tramite quell'istantanea si può trovare la chiave per arrivare alla verità. Gli indizi che vanno ad accumularsi, portano la dottoressa ed il tenente Ryan fino in Israele, dove incontreranno un esperto archeologo di nome Jake, che gli spiegherà del ritrovamento di un ossario a Masada, che potrebbe appartenere alla Sacra Famiglia. Le indagini, quindi, si spostano sulla pista del contrabbando di reperti archeologici.

## Personaggi
- Temperance Brennan: protagonista ed antropologa forense;
- Andrew Ryan: tenente della Section de Crimes contre la Personne della SUQ (Sûreté du Quebec);
- Kessler: sconosciuto che consegna la foto a Temperance;
- Jake: archeologo.

## Narrazione
Il romanzo è narrato in prima persona dalla protagonista e vi è un intreccio tra descrizioni scientifiche delle procedure utilizzate, la narrazione degli eventi, dei contesti e dei personaggi ed infine le sensazioni e le emozioni della dottoressa.

## Edizioni
- Kathy Reichs, Ossario, traduzione di Anna Rusconi, Alessandra Emma Giagheddu, Bur, 2005,  p. 457, ISBN 978-88-17-01144-0.